# ブレイクアウト (ローラーズのアルバム)
『ブレイクアウト』 (Breakout '85) は、ベイ・シティ・ローラーズの1985年のアルバム。

## 背景
ダンカン・フォールを擁したザ・ローラーズは前作『リコシェ』の発売後の1981年に解散したものの、1982年には全盛期メンバー（レスリー・マッコーエン、エリック・フォークナー、デレク・ロングミュアー、スチュアート・"ウッディ"・ウッド、アラン・ロングミュアー）で再結成し来日公演を行い、1983年にはイアン・ミッチェル、パット・マッグリンも復帰して来日公演を行った。
本アルバムはその7人でレコーディングしたもので、日本とオーストラリアのみでLPが発売された。

## トラックリスト

### Side One
1. ブレイクアウト "Breakout" (Les McKeown, Pat McGlynn)
2. ハートブレイカー "Heartbreaker" (McKeown, McGlynn)
3. グルーヴィー "Groovy" (McKeown, McGlynn, Stewert Wood)
4. ボディー・ワーク "Make My Body Work" (Erick Faulkner, McKeown)
5. 愛を求めて "When You Find Out" (McKeown, McGlynn)

### Side Two
1. あなたなしでは "Lost Without You (No Freedom)" (McKeown, McGlynn)
2. アイ・ノウ "I Know (I'm the Man for You)" (McKeown, McGlynn)
3. ザッツ・ザ・ウェイ "That's the Way" (McKeown, McGlynn)
4. 愛は真実 "Could This Be Love" (Faulkner, Jannie Andrews)
5. エモーション "Emotion" (Wood)

## パーソネル
- レスリー・マッコーエン – ボーカル
- エリック・フォークナー – ギター、ボーカル
- アラン・ロングミュアー – ギター、ベース、キーボード
- デレク・ロングミュアー – ドラム、パーカッション
- スチュアート・"ウッディ"・ウッド – ベース、ボーカル
- パット・マッグリン – ギター
- イアン・ミッチェル – ギター